# NGC 5034
NGC 5034 је спирална галаксија у сазвежђу Мали медвед која се налази на NGC листи објеката дубоког неба.
Деклинација објекта је + 70° 38' 59" а ректасцензија 13h 12m 19,2s. Привидна величина (магнитуда) објекта NGC 5034 износи 13,5 а фотографска магнитуда 14,2. NGC 5034 је још познат и под ознакама UGC 8295, MCG 12-13-1, CGCG 336-3, IRAS 13107+7054, PGC 45859.